# Большой Краснохолмский мост
Большой Краснохолмский мост в Москве — стальной однопролётный арочный мост через реку Москву. Расположен на трассе Садового кольца между Таганской площадью и Нижней Краснохолмской улицей. Построен в 1938 году по проекту инженера В. М. Вахуркина и архитектора В. Д. Кокорина (по другим данным — по проекту Г. П. Гольца и Д. М. Соболева). Арка Большого Краснохолмского моста длиной 168 м — крупнейшая в центре Москвы. Мост построен в рамках реализации генерального плана реконструкции города Москвы.

## Исторические Краснохолмские мосты
Деревянные мосты между Таганкой и Замоскворечьем существовали с XVIII века. На планах 1853 и 1915 гг. года северная часть моста соединена с б. Краснохолмской, ныне Народной улицей, в одном квартале к югу от нынешнего моста. Мост был построен под почти прямым углом к фарватеру, образуя излом на трассе Садового кольца.
Первый постоянный Краснохолмский мост был построен в 1872 году инженером-предпринимателем А. Е. Струве — два пролёта с несущими коробчатыми фермами длиной 65,6 м (по той же схеме построены старые Крымский мост и Бородинский мост). Проезжая часть внутри фермы составляла 15,0 м плюс два пешеходных тротуара. Позже, в 1900-е гг., по мосту были проложены трамвайные пути. Мост Струве также выходил на Народную улицу.

## Большой Краснохолмский мост (1938)
Новый (существующий по сей день) мост был проложен под углом 55° к фарватеру, устраняя излом Садового кольца. Первоначально планировалась постройка подвесного моста, но сочетание подвесной схемы и острого угла между трассами моста и реки показалось рискованным, и мост построили по традиционной для Москвы однопролётной арочной схеме. Главный пролёт состоит из семи параллельных серповидных арок из стали СДС (Специальная, Дворец Советов), каждая длиной 168 метров со стрелой прогиба 10,68 метра. Общий расход стали — 6000 тонн, 890 килограммов на квадратный метр проезжей части.
Береговые пилоны опираются на 4 бетонных кессона размером 35,6×15,0 метров каждый. Кессоны заглублены на 11,5-13,0 метров ниже уровня реки. Общая длина моста с подходами 725,5 метра, ширина 40,0 метров (8 полос для движения).
В 2005—2007 мост был реконструирован с полной заменой дорожного полотна.